# Бернар 12
Бернар 12 (фр. Bernard 12) је ловачки авион направљен у Француској. Авион је први пут полетео 1924. године. 

## Наоружање
Био је наоружан са четири митраљеза калибра 7,7 милиметара.
| Наоружање авиона: Бернар 12    |     |
| Ватрено (стрељачко) наоружање  |     |
| Топ                            |     |
| Митраљез                       |     |
| Број и ознака митраљеза        | 4   |
| Калибар                        | 7,7 |
| Бомбардерско наоружање (бомбе) |     |
| Ракетно наоружање (ракете)     |     |

## Оперативно коришћење
Упркос добрим летним особинама није уведен у серијску производњу.

## Земље које су користиле авион
- Француска